# Berndorf (Dolní Rakousy)
Berndorf je město v rakouské spolkové zemi Dolní Rakousy, v okrese Baden. Žije zde přibližně 9 100 obyvatel.

## Politika

### Starostové
- 1851–1862 F. Leidenfrost
- 1862–1870 Matthias Tedler
- 1871–1875 Franz Birk
- 1875–1882 Josef Mitlöhner
- 1882–1887 Karl Johann Mayer
- 1887–1915 Ferdinand Harlles
- 1915–1919 Eugen Essenther
- 1919–1934 Karl Kislinger
- 1934–1938 Ludwig Ehm (Regierungskommissär - vládní komisař)
- 1938–1945 Rudolf Krulla
- 1945–1956 Konrad Nimetz (SPÖ)
- 1956–1969 Leopold Steiner (SPÖ)
- 1969–1982 Thomas Kulovits (SPÖ)
- 1982–2002 Josef Leskovec (SPÖ)
- 2002–? Hermann Kozlik (SPÖ)
- ?–současnost (k roku 2024) Franz Rumpler